# Walter Wolf Racing
Walter Wolf Racing je bilo moštvo Formule 1 med sezonama 1976 in 1980.
Leta 1975 se je slovensko-kanadski poslovnež Walter Wolf začel pojavljati na dirkah Formule 1. Leto kasneje je kupil 60 % delež moštva Frank Williams Racing Cars, vendar je Frank Williams ostal vodja. Hkrati je kupil še ostanke moštva Hesketh, ki se je že umaknila iz Formule 1. Moštvo je bilo v Williamsovi tovarni v Readingu, toda uporabljalo je večinoma dirkalnike in dele iz Hesketha. Hesketh 308C so preimenovali v Williams FW05 in kmalu se je moštvu pridružil kot šef inženirjev še Harvey Postlethwaite, Jacky Ickx in Francoz Michel Leclère pa sta bila najeta kot voznika. Toda moštvo ni bilo konkurenčno in se na nekaj Velikih nagradah sploh ni uvrstilo na dirko. Leclère je po Veliki nagradi Francije 1976 moštvo zapustil; zamenjal ga je Arturo Merzario. Ickx je dirkal slabo in je bil odpuščen po Veliki nagradi Velike Britanije 1976, zamenjala ga je pa serija pogodbenih dirkačev.
Po sezoni 1976 se je Wolf odločil prestrukturirati moštvo. Odstavil je Franka Williamsa in ga nadomestil s Petrom Warrom iz Lotusa. Besni Williams je moštvo kmalu zapustil in s sabo odpeljal še Patricka Heada ter nekaj drugih in ustanovil novo moštvo Williams Grand Prix Engineering. Dirkalnik WR1-Cosworth in dirkač Jody Scheckter iz Tyrrella sta se zdela močnejši paket. Toda prav nihče ni  pričakoval, da bodo zmagali že na svoji prvi dirki na Veliki nagradi Argentine 1977. Sicer je bila to v mnogih pogledih srečna zmaga, saj je Scheckter startal z 10. mesta, 6 dirkačev pred njim pa je nato odstopilo. Med sezono 1977 je Scheckter zmagal na Velikih nagradah Monaka in Kanade, še šestkrat pa je končal na odru za zmagovalce, tako da je sezono končal na drugem mestu za Avstrijcem Nikijem Laudo, kar je zagotovilo Wolfu četrto mesto v konstruktorskem prvenstvu.
Moštvo je ostalo nespremenjeno za sezono 1978. Novi dirkalniki WR5 so sledili novim trendom s krilci, toda pojavili so se šele na Veliki nagradi Belgije. Scheckter je osvojil četrto mesto na Veliki nagradi Španije in drugo na Veliki nagradi Kanade, v prvenstvu pa je končal kot sedmi.
V sezoni 1979 je Scheckter podpisal za Ferrari, Wolf pa ga je nadomestil z Jamesom Huntom. Novi dirkalnik WR7 je nastopal s sponzorstvom Olympusa. Toda dirkalnik ni bil zelo uspešen, saj je v prvem delu sezone nanizal kar sedem odstopov. Zato mu je hitro sledil še WR8. Sredi sezone se je Hunt odločil upokojiti in Wolf je hitro najel Kekeja Rosberga. Novi dirkalnik se ni izkazal za veliko boljšega, zato se je Wolf naveličal neuspehov v Formuli 1 in prodal ekipo Emersonu Fittipaldiju

## Popoln pregled rezultatov
(legenda) (odebeljene dirke pomenijo najboljši štartni položaj)
| Leto | Šasija                     | Motor   | Gume | Dirkači        | 1   | 2   | 3   | 4    | 5   | 6   | 7   | 8   | 9   | 10  | 11  | 12  | 13  | 14  | 15  | 16  | 17  | Toč | Prv |
| ---- | -------------------------- | ------- | ---- | -------------- | --- | --- | --- | ---- | --- | --- | --- | --- | --- | --- | --- | --- | --- | --- | --- | --- | --- | --- | --- |
| 1977 | Wolf WR1                   | Ford V8 | G    |                | ARG | BRA | JAR | ZZDA | ŠPA | MON | BEL | ŠVE | FRA | VB  | NEM | AVT | NIZ | ITA | ZDA | KAN | JAP | 55  | 4.  |
| 1977 | Wolf WR1                   | Ford V8 | G    | Jody Scheckter | 1   | Ret | 2   | 3    | 3   | 1   | Ret | Ret | Ret | Ret | 2   | Ret | 3   | Ret | 3   | 1   | 10  | 55  | 4.  |
| 1978 | Wolf WR4 Wolf WR5 Wolf WR1 | Ford V8 | G    |                | ARG | BRA | JAR | ZZDA | MON | BEL | ŠPA | ŠVE | FRA | VB  | NEM | AVT | NIZ | ITA | ZDA | KAN |     | 24  | 5.  |
| 1978 | Wolf WR4 Wolf WR5 Wolf WR1 | Ford V8 | G    | Jody Scheckter | 10  | Ret | Ret | Ret  | 3   | Ret | 4   | Ret | 6   | Ret | 2   | Ret | 12  | 12  | 3   | 2   |     | 24  | 5.  |
| 1978 | Wolf WR4 Wolf WR5 Wolf WR1 | Ford V8 | G    | Bobby Rahal    |     |     |     |      |     |     |     |     |     |     |     |     |     |     | 12  | Ret |     | 24  | 5.  |
| 1979 | Wolf WR7                   | Ford V8 | G    |                | ARG | BRA | JAR | ZZDA | ŠPA | BEL | MON | FRA | VB  | NEM | AVT | NIZ | ITA | KAN | ZDA |     |     | 0   | 15. |
| 1979 | Wolf WR7                   | Ford V8 | G    | James Hunt     | Ret | Ret | 8   | Ret  | Ret | Ret | Ret |     |     |     |     |     |     |     |     |     |     | 0   | 15. |
| 1979 | Wolf WR7                   | Ford V8 | G    | Keke Rosberg   |     |     |     |      |     |     |     | 9   | Ret | Ret | Ret | Ret | Ret | DNQ | Ret |     |     | 0   | 15. |